# Doto columbiana
Doto columbiana är en snäckart som beskrevs av Charles Henry O'Donoghue 1921. Doto columbiana ingår i släktet Doto och familjen Dotoidae. Inga underarter finns listade i Catalogue of Life.